# Compsotorna eccrita
Compsotorna eccrita är en fjärilsart som beskrevs av Turner 1917. Compsotorna eccrita ingår i släktet Compsotorna och familjen plattmalar. Inga underarter finns listade i Catalogue of Life.